# La Chapelle-au-Riboul
La Chapelle-au-Riboul är en kommun i departementet Mayenne i regionen Pays de la Loire i nordvästra Frankrike. Kommunen ligger i kantonen Le Horps som tillhör arrondissementet Mayenne. År 2022 hade La Chapelle-au-Riboul 503 invånare.

## Befolkningsutveckling
Antalet invånare i kommunen La Chapelle-au-Riboul
| Referens: INSEE |